# Podhradie (Bratysława)

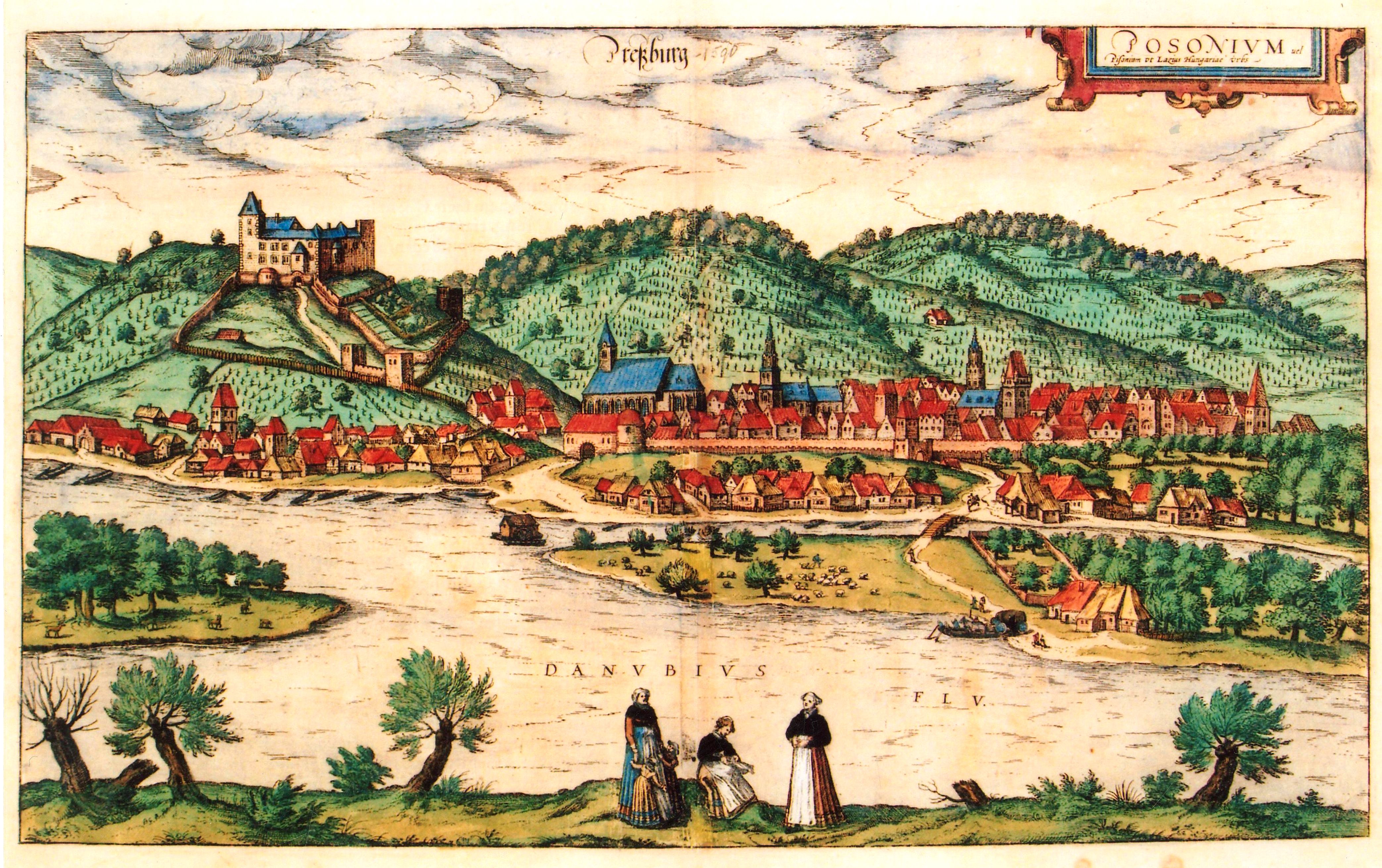
Bratysława i Podhradie w XVI wieku

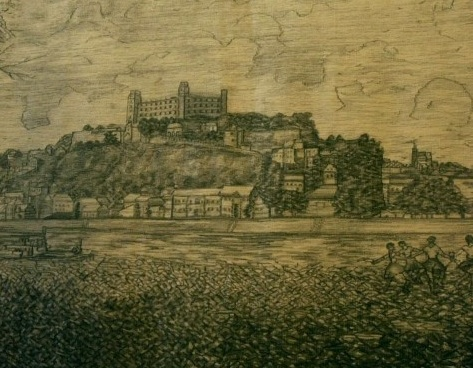
Bratysławskie Podhradie w XVII wieku

Podhradie (łac. Suburbium, niem. Schlossgrund albo Zuckermantel / Zuckermandel, węg. Pozsony-Várallya, pol. Podzamcze albo Podgrodzie) - do roku 1848 samodzielna osada, następnie dzielnica Bratysławy, obecnie w granicach bratysławskiego Starego Miasta. Rozciągała się na wschód od zamku (między zamkiem a miastem), na południe od zamku (między zamkiem a Dunajem), a częściowo także na zachód od zamku (aż do Mlynskiej doliny).
Do XIII wieku nazwą Schlossgrund (dosł. "grunt zamkowy") określano po prostu bratysławskie wzgórze zamkowe, które w całości należało do zamku. Dopiero w XIII wieku posiadłości zamkowe zmniejszyły się do terenów ściśle przyległych do samego zamku.
W średniowieczu od XIII wieku za właściwe podgrodzie (suburbium) uchodziła Osada svätého Mikuláša ("Osada Świętego Mikołaja"), która w 1291 roku - po uzyskaniu praw miejskich przez położoną na wschód od niej osadę (dzisiejsze Stare Miasto) - ponownie stała się własnością zamku. Oprócz tego wyraz podgrodzie / podzamcze (suburbium) funkcjonował w średniowieczu także w znaczeniach:
- cały zasiedlony teren bezpośrednio między zamkiem a murami miasta (a więc włącznie z Osadą svätého Mikuláša i okolicą). Na tym obszarze posiadłości miał zarówno zamek, jak i miasto.
- miasto pod zamkiem

W czasach nowożytnych Schlossgrund (albo Schlossgrund-Zuckermandel) składał się z osad:
- Zuckermandel:
  - właściwy Zuckermandel (między zamkiem a Dunajem)
  - Schlossberg (między zamkiem a miastem, włącznie z Osadą sv. Mikuláša)
- pozostały Schlossgrund, głównie tzw. Hausbergl (na zachód od zamku, aż do Mlynskiej doliny)

Zuckermandel został w roku 1848/1851 przyłączony do miasta Bratysławy. Na mapach z przełomu XIX i XX wieku okolice zamku wraz z zabudową nad Dunajem były również określane jako Theresienstadt (węg. Teréz-város).
W latach 70. XX wieku został w przeważającej części zburzony pod budowę Nowego Mostu.

## Plany odbudowy
Współcześnie (2007) toczona jest debata nad odbudową terenów Podhradia, przy czym w społeczeństwie dominują dwie wizje takiego przedsięwzięcia - jedna (większościowa, popierana przez szeroką część społeczeństwa) zakłada odbudowę w historyzującym stylu, jak najwierniej oddającym pierwotną zabudowę, druga (mniejszościowa, popierana przede wszystkim przez specjalistów) zakłada współczesną, nowoczesną architekturę ze względu na brak szczegółowej dokumentacji, a więc brak możliwości dokładnego odtworzenia pierwotnego stanu budynków, a przede wszystkim z uwagi na fakt, że wznoszono je w różnych okresach (powstawałoby więc pytanie, w stylu którego stulecia należałoby je odbudować). 